# Lange Beine – lange Finger
Lange Beine – lange Finger ist eine deutsche Filmkomödie des Regisseurs Alfred Vohrer. Der im Winter 1965/66 in West-Berlin und Israel gedrehte Film zwischen Gesellschafts- und Gaunerkomödie wurde von Artur Brauner produziert. Die Uraufführung erfolgte am 28. August 1966 im Gloria-Palast in West-Berlin.

## Handlung
Baron Holberg blickt stolz auf eine lange Familientradition in der Kunst des Diebstahls zurück. Seine bevorzugten Objekte sind die Colliers vermögender Damen. Seit dem Tod seiner Frau betreibt er das Geschäft mit seiner Tochter Doris, die er in der Technik unterwiesen hat, den Schmuck unbemerkt vom Hals der Opfer zu entwenden. Bei einem erfolgreichen Diebeszug in einem orientalischen Ferienort lernt Doris den Anwalt Robert Hammond aus London kennen, verliebt sich in ihn und möchte mit ihm ein ehrliches Leben beginnen. Der Vater befürchtet eine „Schande“ und flieht mit ihr unter dem Vorwand, die Polizei sei hinter ihnen her, nach Wien.
Nachdem er seine Lüge zugegeben hat, büxt sie aus und nimmt das Angebot des exzentrischen Modeschöpfers Emilio Gavin an, für ihn als Mannequin zu arbeiten, um so nach London zu gelangen. Dabei muss sie vor Pressefotografen in einem freizügigen Kleid aus dem Flugzeug steigen. Robert, als Schürzenjäger inzwischen nicht untätig, nimmt sie im Landhaus seiner vor kurzem geadelten Familie auf, da sind: Sein Vater, der Waffenfabrikant Hammond, seine Mutter und seine pfiffige Schwester Sarah. Doris’ Vater ist ihr nachgereist, um die Liaison zu verhindern – er sähe sie lieber mit dem Kunstdieb Sammy, einem Kindheitsfreund von ihr, verbandelt, der aber kein Interesse an ihr zeigt. Auch für Vater Hammond kommt Doris als Frau für Robert nicht in Frage, seit Doris’ Auftritt in der Presse abgebildet ist. Dennoch macht Robert ihr einen Heiratsantrag.
Damit rechnend, dass der Vater Robert jede finanzielle Unterstützung versagen wird, fehlen dem Paar 10.000 Pfund für ein gemeinsames Leben. Ohne ihren Bräutigam einzuweihen, macht sich Doris mit ihrem Vater zu einem Coup bei einer Gala in der französischen Botschaft auf. Sie flüchtet überstürzt mit einem gestohlenen Collier und wird festgenommen. Vor Gericht entscheidet sie sich für Robert als Verteidiger. In einer mitreißenden Rede kann Robert die Geschworenen überzeugen, sie habe nur aus Liebe gehandelt und erreicht ihren Freispruch. Vater Hammond bietet Baron Holberg an, als Repräsentant von Scheinfirmen zu arbeiten, die seinen Waffenschiebereien in Asien dienen. Der Baron entdeckt begeistert, dass die erfolgreichen Leute auf ehrliche Weise unehrlich sind.

## Entstehungsgeschichte

### Vorgeschichte
Der Filmproduzent Artur Brauner hatte das Filmprojekt Lange Beine – lange Finger schon seit Anfang der 1960er Jahre vorbereitet. Erste konkrete Planungen von 1962 sahen als Regisseur Dietrich Haugk und als Hauptdarsteller Johanna von Koczian, Jerome Courtland, Susi Nicoletti und Theo Lingen vor. Bereits vom Europa-Filmverleih angekündigt, erhielt das Drehbuch von Peter Lambda 1963 eine Prämie des Bundesministeriums des Innern in Höhe von 200.000 DM. Für die Kinosaison 1963/64 kündigte der Gloria-Filmverleih die Komödie dann mit den vorgesehenen Hauptdarstellern Liselotte Pulver, Martin Held, Boy Gobert und Gunther Philipp an. Regie sollte Terence Young führen. Zu einer Realisierung kam es zunächst aber auch diesmal nicht. Stattdessen wurde das Vorhaben weiterhin umgeplant, wobei als möglicher Regisseur auch Kurt Hoffmann genannt wurde.

### Vorproduktion und Drehbuch
Da man mit Lambdas Drehbuch nicht gänzlich zufrieden war, beauftragte Brauner das erfahrene Autorenpaar Eberhard Keindorff und Johanna Sibelius mit einer grundlegenden Überarbeitung. Inzwischen stand auch Regisseur Alfred Vohrer zur Verfügung, der sich gerade auf dem Höhepunkt seiner Karriere befand. Schließlich wurde, mit Ausnahme des bereits vorgesehenen Martin Held, auch die Besetzungsliste erneuert. Statt beim Gloria-Filmverleih, sollte der Film nunmehr beim Nora-Filmverleih erscheinen.

### Produktion

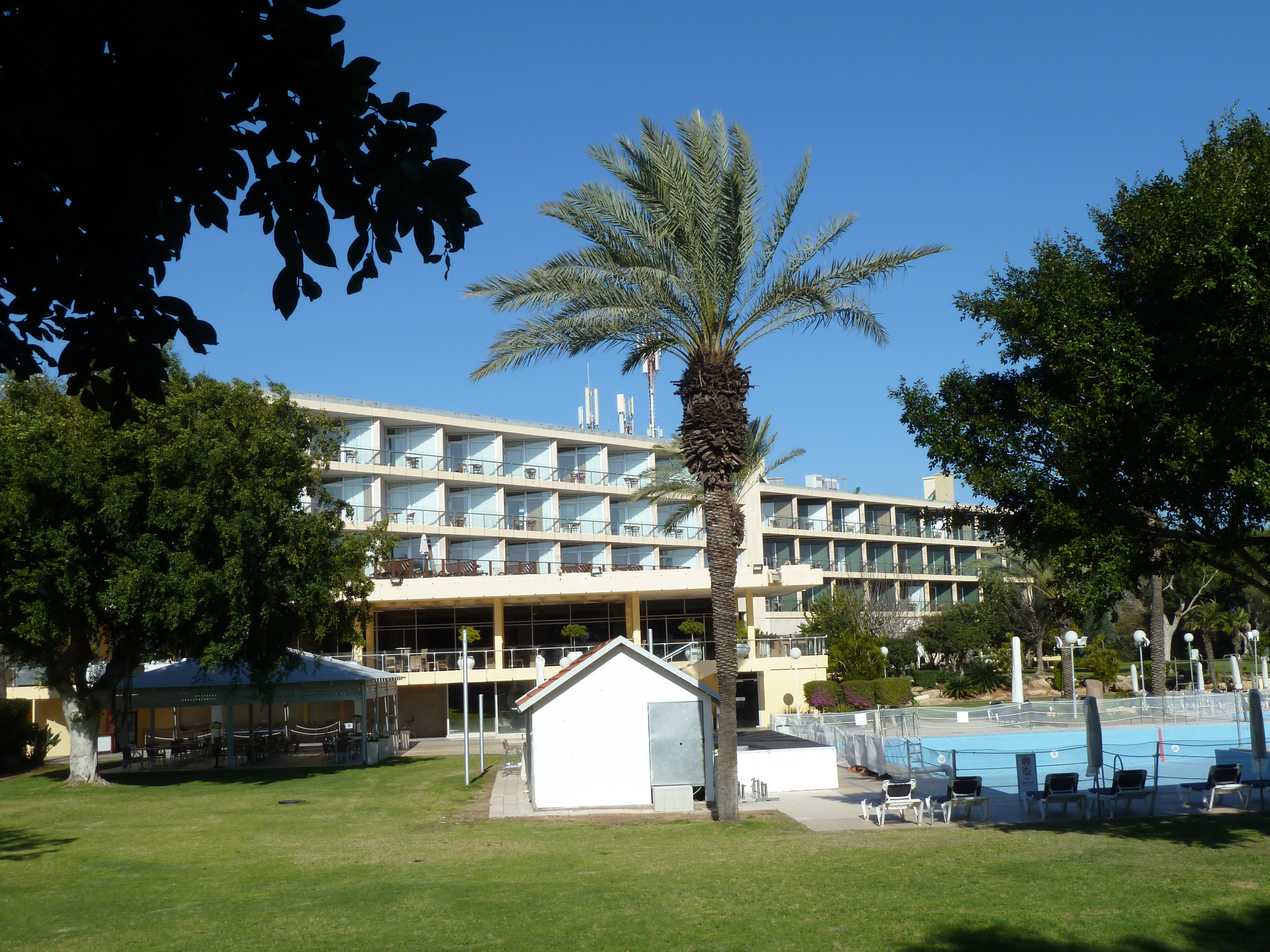
Das Golf- und Strandhotel Dan Caesarea in Israel diente als Kulisse für das Luxushotel.

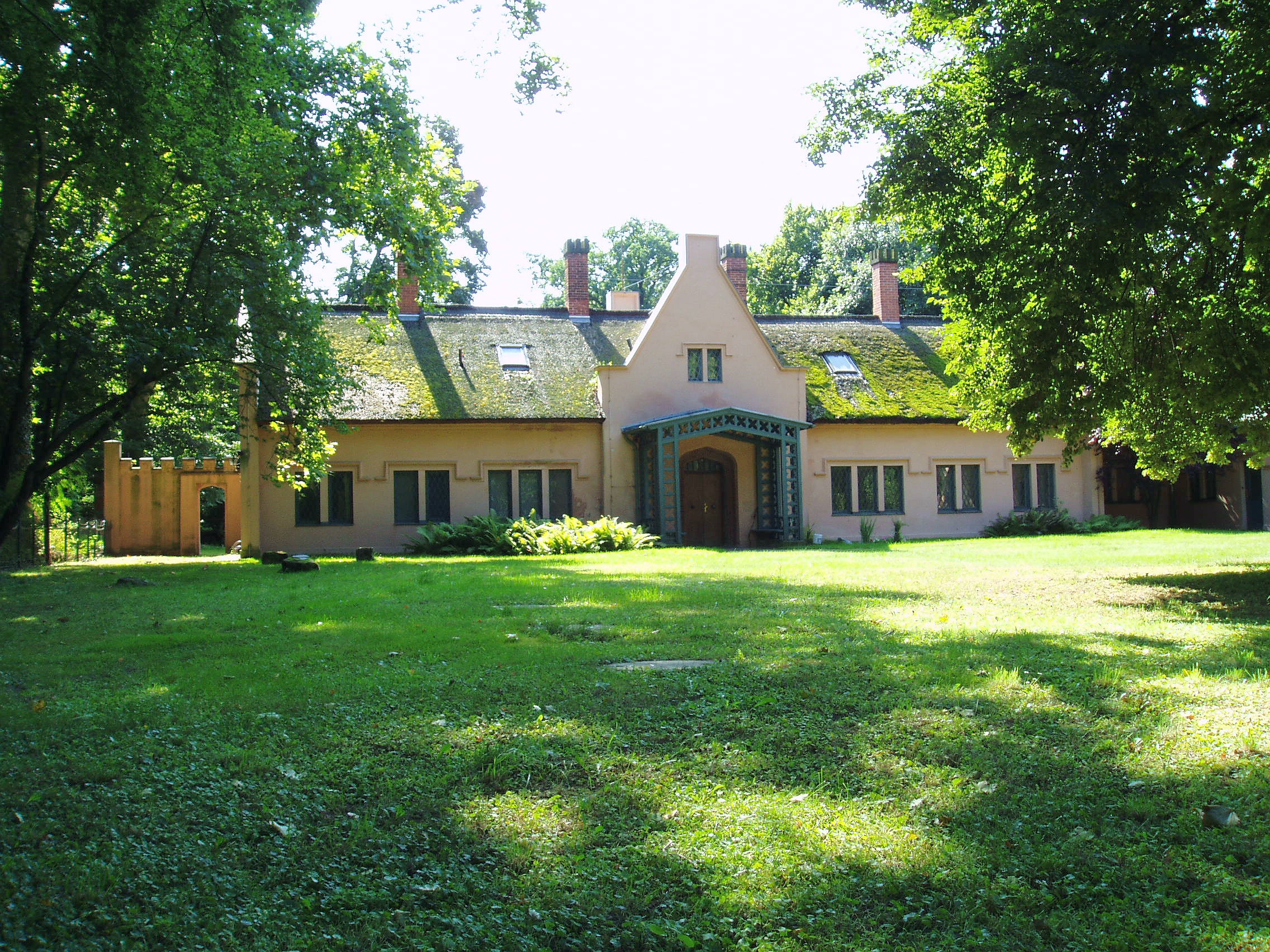
Der Jägerhof in der Parkanlage Klein-Glienicke ist im Film als Villa Hammond zu sehen.

Die Dreharbeiten fanden vom 8. Dezember 1965 bis 22. Februar 1966 in West-Berlin sowie in Caesarea und Umgebung in Israel statt. Die Atelieraufnahmen drehte man in den CCC-Studios in Berlin-Haselhorst. Außerdem sind im Film folgende Drehorte zu sehen (in der Reihenfolge der Filmhandlung):
- Hotel Dan Caesarea: Luxushotel[2]
- Archäologische Stätten von Caesarea Maritima: Szenen am Aquädukt
- Caesarea und Umgebung: Strand- und Wüstenaufnahmen
- Aquarium Berlin: Unterwasseraufnahmen
- Flughafen Berlin-Tempelhof: Flughafenszenen
- Kriminalgericht Moabit mit Sitzungssaal 500: Gericht in London[3]
- Jägerhof in der Parkanlage Klein-Glienicke: Villa Hammond
- Havelufer am Moorlakeweg: Szene mit Heiratsantrag
- Schloss Charlottenburg: Palais der Französischen Gesandtschaft[4]
- Wüste Negev bei Beʾer Scheva: Wüstenszene mit Kamelen[5]

Als Filmarchitekten wurden Isabella und Werner Schlichting verpflichtet. Die Kostüme entwarf Ina Stein. Filmeditorin war Jutta Hering. Zum festen Team von Regisseur Vohrer gehörten unter anderem der Kameramann Karl Löb und die Regieassistentin Eva Ebner. Letztere hatte auch einen kurzen Cameo-Auftritt als Prostituierte auf der Polizeiwache. Alfred Vohrer ist im Film hingegen als Synchronstimme eines Chauffeurs zu hören.

### Filmmusik
Die vergleichsweise aufwendige Filmmusik stammt aus der Feder von Martin Böttcher. Das Titellied Lange Beine – lange Finger (Text: Ingeborg Esterer) wurde von Tanja Berg gesungen. Es erschien seinerzeit als Single auf dem Label Ariola. Dieses sowie eine im Film vorkommende Instrumentalversion sind inzwischen auf CDs erschienen.

## Rezeption
Nach der Postproduktion wurde der Film am 12. Mai 1966 von der FSK ab 16 Jahren freigegeben. Die Uraufführung erfolgte am 26. August 1966 im Gloria-Palast in West-Berlin. Im Fernsehen wurde Lange Beine – lange Finger erstmals am 24. Dezember 1986 auf DFF 2 ausgestrahlt. Die Erstsendung in der Bundesrepublik fand am 18. April 1989 im ZDF statt. Für die bisher einzige DVD-Veröffentlichung, im falschen Bildformat und ohne Verleihfanfare, wurde die Altersfreigabe auf 12 Jahre herabgesetzt.

### Kritiken
Das Lexikon des Internationalen Films nannte Lange Beine – lange Finger „eine insgesamt witzig und nicht ohne Ironie inszenierte Gaunerkomödie“.
Für Cinema war der Film ein „kurzweiliger 60er-Jahre-Spaß von ‚Edgar-Wallace‘-Regisseur Alfred Vohrer. Fazit: Nette Unterhaltung für Nostalgiker“.
Der Evangelische Film-Beobachter zog folgendes Fazit: „Unterhaltsame Parodie mit geschliffenen Dialogen und guter Besetzung. Dank der gelungenen und klar durchschaubaren Form für Erwachsene eine geistvolle Zerstreuung.“

## Auszeichnungen
- Drehbuchprämie des Bundesministeriums des Innern 1963 (200.000 DM)
- Filmbewertungsstelle der Länder (FBW) 1966: Prädikat „wertvoll“
- Ernst-Lubitsch-Preis 1967 an Martin Held für seine Rolle als Baron Holberg

## Medien

### DVD
- DVD-Boxset: Senta Berger Jubiläumsedition. Universum Film GmbH. 2006. Best-Nr. 82876 76707 9